# Ophion gracilis
Ophion gracilis là một loài tò vò trong họ Ichneumonidae.